# Manfred Moritz
Manfred Moritz (geboren 4. Juni 1909 in Berlin; gestorben 5. Dezember 1990 in Lund) war ein nach Schweden emigrierter Philosoph deutscher Abstammung, der vor allem mit Arbeiten über Immanuel Kant und als Rechtsphilosoph bekannt geworden ist.

## Leben
Manfred Moritz war ein Sohn des Alfred Moritz und der Wally Posner. Biografische Informationen über Manfred Moritz sind nur spärlich vorhanden, während sein umfangreiches Werk weiterhin rezipiert wird. Er war 1933 in Berlin mit einer Arbeit über Kant zum Dr. phil. promoviert worden: Die subjektive Sittlichkeit und das Objektiv-Sittliche in der Ethik Kants. Hildegard Feidel-Mertz weiß zu berichten, dass er „1934 als junger Wissenschaftler nach Schweden [emigrierte], wohin er Verbindungen hatte. Am zionistisch orientierten Internat Kristinehov als Lehrer und Schulleiter bis 1941“ tätig, habe er danach erneut Philosophie studiert und das Studium 1951 mit der Habilitation abgeschlossen. Etwas differenzierter klingt es bei Goran Hermerén, der zwar die Zeit in Kristinehov nicht erwähnt, dann aber, bezogen auf Moritz Ankunft in Schweden, ausführt: „A few years later he taught at Gothenburg. From 1944 and on he gave lectures and seminars at Lund University, where in 1951 he became docent in practical philosophy and in 1959 was appointed to the chair in that discipline.“ Dass er in Lund bis 1979 lehrte, ist, abgesehen von der Erwähnung seines Todesjahres, praktisch der letzte biografische Hinweis zu Manfred Moritz.

## Leistungen
Über Moritz etwa siebenjährige Mitarbeit im Internat Kristinehov gibt Feidel-Mertz keine weiteren Auskünfte. Ausführlicher dagegen sind die Auseinandersetzungen mit seiner Philosophie. Für die Routledge Encyclopedia of Philosophy war er „Sweden’s foremost expert on Kant’s ethics after Hägerström. He also further developed Wesley Hohfeld’s system of basic legal concepts, as did Kanger later.“ Enrico Pattaro und Corrado Roversi gehen darauf etwas detaillierter ein:
| Moritz Verdienst um die Uppsala-Schule der Philosophie | Moritz Verdienst um die Uppsala-Schule der Philosophie |
| --- | --- |
| Moritz had a considerable role in helping to keep the Uppsala school to some extent alive at a time when its influence had been rapidly dwindling, after the death of Hägerströrn and his immediate followers. He embraced Hägerströms value nihilism in ethics and in legal philosophy and would therefore come to repudiate deontic logic. The possibility of a logic of norms had already been dismissed by Hedenius, and Moritz emphasized this point even more. According to Hägerström himself, his emotive theory implied the impossibility of a logic of value statements and normative statements. Moritz was vigorous in arguing for this impossibility, and his criticism was directed specifically at modern versions of deontic logic. […] Apart from an article on the practical syllogism and on juristic thinking (Moritz 1954), Moritz’s two most important contributions in legal philosophy are his monograph on the concept of a juristic person (Moritz T971) and his work Über Hohfelds System der juridischen Grundbegriffe (On Hohlfeld’s system of fundamental legal concepts: Moritz 1960). In the latter work, he takes up the issue of how best to understand the set of four fundamental legal conceptions of a right expounded by the American jurist W, N. Hohfeld. This question would subsequently also be addressed by Stig Kanger and Lars Lindahl. | Moritz spielte eine wichtige Rolle dabei, die Uppsala-Schule bis zu einem gewissen Grade lebendig zu halten als deren Einfluss nach dem Tod von Hägerströrn und seinen unmittelbaren Nachfolgern rapide abnahm. Er übernahm Hägerströms Werte-Nihilismus in die Ethik und in die Rechtsphilosophie und lehnte von daher die deontische Logik ab. Die Möglichkeit einer Logik der Normen war bereits von Hedenius verworfen worden, und Moritz betont dies noch mehr. Nach Hägerström selbst bedeutete seine das Gefühl ansprechende Theorie die Unmöglichkeit einer Logik von Werturteilen und normativen Aussagen. Moritz argumentierte energisch für diese Unmöglichkeit, und seine Kritik richtete sich gezielt auf moderne Versionen deontischer Logik. […] Abgesehen von einem Artikel über den praktischen Syllogismus und über das juristische Denken (Moritz 1954), sind Moritz zwei wichtigste Beiträge in der Rechtsphilosophie seine Monographie über den Begriff der juristischen Person (Moritz T971) und sein Werk Über Hohfelds System der juridischen Grundbegriffe (On Hohlfeld’s system of fundamental legal concepts: Moritz 1960). In der letztgenannten Arbeit beschäftigt er sich mit der Frage, wie man die von dem amerikanischen Juristen W. N. Hohfeld entwickelten vier grundlegenden Konzepte des Rechtes verstehen kann. Diese Frage sollte später auch von Stig Kanger und Lars Lindahl angesprochen werden. |

In den 1960er und 1970er Jahren war Manfred Moritz die führende Kraft in der Nordic association for legal philosophy, die in dieser Zeit zur nordischen Sektion der Internationalen Vereinigung für Rechts- und Sozialphilosophie (IVR) geworden war.

## Schriften (Auswahl)
- Die subjektive Sittlichkeit und das Objektiv-Sittliche in der Ethik Kants. Dortmund: Lücker, 1933
- Studien zum Pflichtbegriff in Kants kritischer Ethik. Lund: Gleerup, 1951 Zugl.: Lund, Univ., Diss., 1951